# Siège du château de Matsuyama (1537)
Ne pas confondre avec Siège du château de Matsuyama (1563)
Le siège du château de Matsuyama en 1537 est le premier de plusieurs sieges du château de Matsuyama dans la province de Musachi au cours de l'époque Sengoku de l'histoire du Japon. Le clan Uesugi contrôle le château en 1537 mais le perd au profit du clan Go-Hōjō à l'issue de ce siège; Il le récupère pour le perdre de nouveau lors du siège de 1563.
Il est intéressant de noter que les Uesugi envoient un appel à l'aide au cours de ce siège en cachant un message à l'intérieur du collier d'un chien; la tactique finalement échoue.

## Source de la traduction
- (en) Cet article est partiellement ou en totalité issu de l’article de Wikipédia en anglais intitulé « Siege of Musashi-Matsuyama (1537) » (voir la liste des auteurs).